# Turó de la Primavera
El Turó de la Primavera és una muntanya de 1.234 metres que es troba al municipi de Tagamanent, a la comarca del Vallès Oriental.